# 225

## Nașteri
- 20 ianuarie: Gordian al III-lea, împărat roman (d. 244)